# Neuville-les-Dames
Neuville-les-Dames település Franciaországban, Ain megyében. Lakosainak száma 1540 fő (2022. január 1.). Neuville-les-Dames Chanoz-Châtenay, Châtillon-sur-Chalaronne, Condeissiat, Romans, Sulignat és Vonnas községekkel határos.

## Népesség
A település népességének változása:
| Lakosok száma | 1062 | 1064 | 1141 | 1500 | 1492 | 1500 | 1510 | 1500 | 1490 | 1540 |
|               | 1968 | 1982 | 1990 | 2006 | 2013 | 2015 | 2017 | 2019 | 2020 | 2022 |